# Antonio Adamo
Antonio Adamo (* 30. Juli 1957 in Neapel) ist ein italienischer Regisseur von Pornofilmen.

## Karriere
Insgesamt sind in der Internet-Datenbank IAFD, die Informationen über Pornodarsteller und -filme und deren Regisseure enthält, bei ihm (mit Stand Oktober 2022) 14 Einträge als Darsteller („non-sex role“) und über 100 Einträge als Regisseur hinterlegt. Einen wesentlichen Anteil seiner Regiearbeiten machte er für die Private Media Group. Adamo drehte u. a. mit Cristina Bella (Dangerous Things), Bettina Campbell (Mafia Princess), Jessica May und Julia Taylor (beide Cleopatra) sowie Sophie Evans (The Private Gladiator).
Bei den Venus Awards 2002, der sechsten Verleihung des deutschen Pornofilmpreises Venus Award, wurde Adamo als Best Director (Europe) ausgezeichnet. Im Folgejahr erhielt er für The Private Gladiator den AVN Award 2003 in der Kategorie Best Director - Foreign Release. Bei den XBIZ Awards 2009 gehörte durch seine Arbeit am Film Roma zu den Nominierten in der Kategorie Director of the Year — Individual Project.
Gemäß Angaben in der IMDb hatte Adamo im Oktober 2003 einen Auftritt in der Fernsehsendung Wa(h)re Liebe.

## Filmografie (Auswahl)
- 1999: Devil in the Flesh
- 2000: Dangerous Things
- 2001: Uomini preferiscono Selen
- 2002: The Private Gladiator
- 2003: Cleopatra
- 2004: Private Life of Julia Taylor
- 2005: Gossip Sex
- 2006: Code Name Mata Hari
- 2007: Basic Sexual Instinct
- 2008: Caribbean Connection
- 2009: Crime Sex Investigation

## Auszeichnungen
Venus Award
- 2002: Best Director (Europe)

AVN Award
- 2003: Best Director – Foreign Release